# Przekształcenie afiniczne

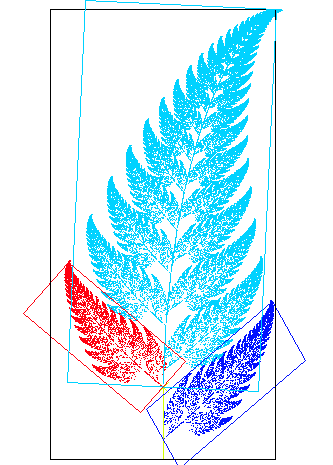
Fraktal podobny do liścia paproci: każdy z liści jest związany z pozostałymi poprzez transformację afiniczną. Np. liść czerwony można przetransformować w liść ciemnoniebieski lub jasnoniebieski poprzez złożenie odbić, obrotów, skalowania i translacji.

Przekształcenie afiniczne (z łaciny, affinis, „powiązany z”), powinowactwo lub pokrewieństwo – przekształcenie geometryczne przestrzeni euklidesowych, odwzorowujące odcinki na odcinki, proste w proste, płaszczyzny w płaszczyzny, linie równoległe w linie równoległe. Jednak w ogólności transformacja afiniczna nie zachowuje kątów między prostymi ani odległości między punktami, jednak zachowuje stosunki odległości między punktami na tej samej linii. Także transformacja afiniczna niekoniecznie zachowuje punkt początkowy przestrzeni wektorowej – w odróżnieniu od transformacji liniowej – dlatego każda transformacja liniowa jest afiniczna, ale nie odwrotnie.
Do transformacji afinicznych należą: translacja, skalowanie, odbicie, obrót, pochylenie (por animacja niżej), jednokładność oraz złożenie tych transformacji w dowolny sposób.
Jeżeli {\displaystyle X} oraz {\displaystyle Y} są przestrzeniami afinicznymi, to każda transformacja afiniczna {\displaystyle f\colon X\to Y} jest postaci
{\displaystyle \mathbf {x} \mapsto M\mathbf {x} +\mathbf {b} ,}
gdzie:
{\displaystyle M} – transformacja liniowa z przestrzeni {\displaystyle X} do przestrzeni {\displaystyle Y,}
{\displaystyle \mathbf {x} } – wektor w {\displaystyle X,}
{\displaystyle \mathbf {b} } – wektor w {\displaystyle Y.}
Transformacje afiniczne są homomorfizmami przestrzeni afinicznych, będących uogólnieniem przestrzeni euklidesowych, czyli spełniają one analogiczną rolę, co przekształcenia liniowe względem przestrzeni liniowych (również będących uogólnieniem przestrzeni euklidesowych).
W poniższym artykule powinowactwo będzie oznaczać przekształcenie przestrzeni euklidesowych, zaś przekształcenie afiniczne będzie odnosiło się do odwzorowania przestrzeni afinicznych; pokrewieństwa będą oznaczać dowolne z tych przekształceń.

## Definicja geometryczna
Powinowactwem lub pokrewieństwem nazywamy różnowartościowe przekształcenie przestrzeni euklidesowych, które odwzorowuje proste na proste (tzw. kolineacja), tj.
Dla każdych trzech różnych współliniowych punktów {\displaystyle p_{1},p_{2},p_{3}} ich obrazy odpowiednio {\displaystyle q_{1},q_{2},q_{3}} także będą (różnymi) współliniowymi punktami.
Powinowactwo zachowuje relację leżenia między, więc obrazem odcinka jest odcinek. W szczególności oznacza, że obrazem punktu wewnętrznego dowolnego odcinka jest punkt wewnętrzny obrazu odcinka.
Ostatnia własność ma ciekawe i ważne wzmocnienie: powinowactwo zachowuje stosunek podziału odcinka dowolnym punktem wewnętrznym. Jeśli więc {\displaystyle p_{2}} jest punktem wewnętrznym odcinka {\displaystyle p_{1},p_{3}} to
{\displaystyle {\frac {\rho (p_{2},p_{1})}{\rho (p_{3},p_{2})}}={\frac {\rho (p_{2}',p_{1}')}{\rho (p_{3}',p_{2}')}},}
gdzie:
{\displaystyle p_{1}',p_{2}',p_{3}'} – obrazy odpowiednich punktów,
{\displaystyle \rho } – odległość (metryka).

## Definicja algebraiczna
Przekształcenie nazywa się afinicznym, jeżeli jest postaci
{\displaystyle \mathbf {x} \mapsto f(\mathbf {x} )+\mathbf {b} ,}
gdzie:
{\displaystyle f} – pewne przekształcenie liniowe, nazywane częścią liniową tego odwzorowania,
{\displaystyle \mathbf {b} } – wektor przesunięcia.
Dla przestrzeni skończonego wymiaru prawdziwy jest wzór
{\displaystyle \mathbf {x} \mapsto \mathbf {Ax} +\mathbf {b} ,}
gdzie:
{\displaystyle \mathbf {A} } – macierz wspomnianego przekształcenia liniowego.
Inaczej definicję tę można wysłowić następująco: niech {\displaystyle A,B} będą przestrzeniami afinicznymi stowarzyszonymi odpowiednio z przestrzeniami liniowymi {\displaystyle V,U.} Odwzorowanie {\displaystyle f\colon A\to B} nazywa się afinicznym, jeżeli istnieje punkt {\displaystyle p_{0}\in A,} że przekształcenie {\displaystyle {\hat {f}}\colon U\to V,} nazywane częścią liniową {\displaystyle f}, dane wzorem {\displaystyle {\hat {f}}(p-p_{0})=f(p)-f(p_{0})} jest liniowe.

### Reprezentacja
Standardowa algebra wektorowa wykorzystuje macierze do reprezentowania przekształceń liniowych (przestrzeni skończeniewymiarowych) oraz dodawanie wektorów do reprezentowania przesunięć. Wykorzystując pojęcie macierzy rozszerzonej można reprezentować oba te rodzaje przekształceń za pomocą mnożenia macierzy. Metoda ta wymaga powiększenia wektorów tak, by na ostatniej ich współrzędnej znalazła się jedynka i wszystkich macierzy o dodatkowy wiersz zerowy na jej dole, dodatkową kolumnę – wektor przesunięcia – po jej prawej stronie, przy czym prawy dolny element (leżący na przecięciu dodatkowych kolumny i wiersza) był równy jedności. Zatem w zapisie klatkowym, jeśli {\displaystyle A} jest macierzą, to
{\displaystyle {\begin{bmatrix}\mathbf {y} \\1\end{bmatrix}}={\begin{bmatrix}\mathbf {A} &\mathbf {b} \\\mathbf {0} &1\end{bmatrix}}{\begin{bmatrix}\mathbf {x} \\1\end{bmatrix}}}
jest równoważne zapisowi
{\displaystyle \mathbf {y} =\mathbf {Ax} +\mathbf {b} .}
Zwykłe mnożenie macierzy przez wektor zawsze przekształca początek na początek, zatem nigdy nie może reprezentować przesunięcia, w którym początek musi być przekształcony na pewien inny punkt. Dodanie jedynki na końcu każdego wektora powoduje w istocie rozpatrywanie danej przestrzeni jako podzbioru przestrzeni o wymiar większej. Początek oryginalnej przestrzeni znajduje się w punkcie {\displaystyle (0,0,\dots ,0,1).} Przesunięcie oryginalnej przestrzeni w przestrzeni wyższego wymiaru jest wówczas możliwe (możliwe jest w szczególności powinowactwo osiowe). Metoda ta jest przykładem zastosowania współrzędnych jednorodnych.
Zaletą korzystania ze współrzędnych jednorodnych jest możliwość złożenia dowolnej liczby przekształceń afinicznych poprzez mnożenie macierzy (zob. niżej). Znajduje to zastosowanie w grafice komputerowej.

## Własności
Przekształcenia afiniczne płaszczyzny (przestrzeni) w siebie obejmują m.in.:
- izometrie: przesunięcia równoległe, obroty, symetrie środkowe, symetrie osiowe, symetrie płaszczyznowe, symetrie z obrotem (symetrie spiralne), symetrie z poślizgiem,
- podobieństwa: jednokładności (homotetie lub skalowania), dylatacje,
- powinowactwa osiowe, powinowactwa prostokątne, symetrie skośne, obroty eliptyczne, obroty hiperboliczne.

Wszystkie powyższe przekształcenia są liniowe, przy czym w szczególności przekształcenie afiniczne może być złożeniem dowolnej liczby powyższych odwzorowań. Ponieważ złożenie przekształceń afinicznych jest afiniczne, a jako bijekcje (wzajemnie jednoznaczne) są one odwracalne, to zbiór tych wszystkich przekształceń wraz ze składaniem przekształceń jest grupą.
Dowolne przekształcenie afiniczne płaszczyzny jest powinowactwem osiowym lub złożeniem co najwyżej 3 powinowactw osiowych.
Dowolne przekształcenie afiniczne przestrzeni jest powinowactwem płaszczyznowym lub złożeniem co najwyżej 4 powinowactw płaszczyznowych.
Zachowywane przy pokrewieństwach własności figur geometrycznych są nazywane niezmiennikami afinicznymi; przykładami mogą być równoległość prostych, zachowywanie stosunku długości równoległych odcinków oraz pól figur (w przestrzeni również na płaszczyznach równoległych).
Niezmienniki określające jednoznacznie grupę przekształceń afinicznych:
- prosta, odcinek, wektor,
- współliniowość punktów,
- równoległość prostych, wypukłość figur,
- trójkąt, równoległobok,
- stosunek długości równoległych odcinków,
- stosunek pól figur (na płaszczyźnie),
- stosunek pól figur na płaszczyznach równoległych (w przestrzeni),
- elipsa, parabola, hiperbola.

Każde przekształcenie afiniczne na płaszczyźnie można przedstawić jako złożenie:
- podobieństwa i powinowactwa osiowego,
- podobieństwa i powinowactwa prostokątnego,
- podobieństwa i powinowactwa ścinającego,
- podobieństwa i symetrii skośnej,
- izometrii i dwóch powinowactw prostokątnych o osiach powinowactwa wzajemnie prostopadłych.

Uwaga: Z definicji powinowactwa osiowego, prostokątnego lub ścinającego wynika, że może być także tożsamością, zaś szczególnym przypadkiem symetrii skośnej jest symetria osiowa.

## Twierdzenia

### Geometria
Istnienie przekształcenia afinicznego o zadanej części liniowejDla danego przekształcenia liniowego istnieje dokładnie jedno przekształcenie afiniczne będące złożeniem tego przekształcenia liniowego i pewnego przesunięcia.
Istnienie przekształcenia afinicznego zadanego w danej bazieDla danej pary zbiorów, każdy z trzema niewspółliniowymi punktami na płaszczyźnie (z czterema w przestrzeni itp.), istnieje dokładnie jedno przekształcenie afiniczne odwzorowujące pierwszy zbiór z pary na drugi.

### Algebra liniowa
Istnienie przekształcenia afinicznego o zadanej części liniowejNiech {\displaystyle (A,V)} i {\displaystyle (B,U)} będą przestrzeniami afinicznymi wraz z dowolnie wybranymi punktami {\displaystyle p\in A,q\in B,} zaś {\displaystyle \varphi \colon V\to U} będzie przekształceniem liniowym. Istnieje wówczas dokładnie jedno przekształcenie afiniczne {\displaystyle f\colon A\to B} takie, że {\displaystyle f(p)=q} i {\displaystyle {\hat {f}}=\varphi .}
Istnienie przekształcenia afinicznego zadanego w danej bazieNiech dane będą przestrzenie afiniczne {\displaystyle (A,V)} i {\displaystyle (B,U)} wraz z bazami, odpowiednio {\displaystyle (p_{0};\mathbf {p} _{1},\dots ,\mathbf {p} _{n}),(q_{0};\mathbf {q} _{1},\dots ,\mathbf {q} _{n}).} Istnieje wówczas dokładnie jedno przekształcenie afiniczne {\displaystyle f\colon A\to B} takie, że {\displaystyle f(p_{0})=q_{0}} oraz {\displaystyle f(\mathbf {p} _{i})=\mathbf {q} _{i}} dla {\displaystyle i=1,\dots ,n.}